# Павленко Віктор Олексійович (військовик)
Павленко Віктор Олексійович (10 листопада 1886–1932) — український громадсько-політичний і військовий діяч. Генерал-хорунжий Армії УНР.

## Життєпис
Народився у 1888 році на Кубані. Закінчив Чугуївське військове училище (1909), згодом Качинську авіаційну школу. З 1914 по 1917 підполковник авіації царської армії, командував повітряною охороною ставки Верховного головнокомандуючого — імператора Миколи II в м. Могилеві.
У травні 1917 делегат Першого Всеукраїнського військового з'їзду, на якому був обраний до складу Українського Генерального Військового Комітету та Ради Військових Депутатів (які ввійшли до Української Центральної Ради). У листопаді — грудні 1917 начальник Київського Військового Округу (КВО). В листопаді 1917 — сформував дві сердюцькі дивізії (бл.12 тис. чоловік; командир — полковник Ю.Капкан та генерал О. Греков), чим було покладено початок створенню гвардійських частин української армії. Ініціатива Павленка зазнала нищівної критики зі сторони соціалістично налаштованих керівників Генерального Секретаріату Військових Справ УНР. Незабаром Павленка звинуватили у намаганні створити регулярну українську армію, яка «була досі і буде надалі знаряддям пануючих класів в їх боротьбі проти селянства і робітництва». В кінці грудня 1917 — усунений з посади начальника КВО, а сформовані ним частини демобілізовано.
З квітня 1918 — очолив військово-повітряні сили Української Держави. За сприяння гетьмана він створив 16 авіаційних загонів загальною чисельністю близько 500 літаків. Його заходами було створено кадрові авіаційні загони при українських корпусах.
У 1918 році — член українського військового Товариства «Батьківщина».
З листопада 1918 — грудня 1920 — командуючий авіацією Армії УНР. Сформував чотири авіаційні полки, ескадру бомбовозів, почав створювати авіаційну школу. На початку літа 1919 — авіація УНР та ЗУНР складалася з 22 літаків. З 1919 по 1921 був начальником запілля Армії УНР і віце-міністром військових справ. У 1920 отримав військове звання генерал-хорунжого Армії УНР.
У 1921 створив у м. Бидгощі (Польща) авіаційну школу, в якій навчалось 50 українських військових авіаторів. З 5 серпня — 15 листопада 1921 — виконував обов'язки військового міністра УНР. З 1921 по 1926 перебував в еміграції.
У 1926 повернувся на Кубань. З 1926 до 1932 рік працював сторожем у колгоспі. У 1932 помер під час Голодомору на Кубані.

## Вшанування пам'яті
6 грудня 2020 року 12-тій окремій бригаді армійської авіації присвоєне почесне звання «імені генерал-хорунжого Віктора Павленка». 
Вулиця Генерала Павленка в місті Київ. 

## Нагороди
- Золота зброя «За хоробрість»
- Орден Визволення[2]